# Azomonas agilis
Azomonas agilis és una espècie de proteobacteri pertanyent al gènere Azomonas. Les representants d'aquesta espècie presenten motilitat, són Gram-negatius i es troben típicament en el sòl i l'aigua.
Els bacteris de A. agilis són capaços d'efectuar la fixació de nitrogen atmosfèric.
Aquest bacteri també s'ha emprat en la biorremediació d'aigua contaminada amb cadmi.